# Ипу (музыкальный инструмент)
Ипу (гав. Ipu) — гавайский ударный музыкальный инструмент, часто использующийся для создания сопроводительной музыки во время исполнения танца хула. Ипу традиционно делается из двух плодов тыквы..
Выделяются два вида ипу:
- ипу-хеке (гав. ipu heke). Делается из двух плодов тыквы, соединённых друг с другом. Перед этим у плодов срезается горлышко, а затем вытаскиваются внутренности. Самый большой плод помещается в нижнюю часть. В малом же плоде вырезается отверстие.
- ипу-хеке-оле (гав. ipu heke ʻole). Делается из одного плода тыквы, у которого срезается верхушка[2].

Принцип игры на этом музыкальном инструменте такой же, как и на барабане. Гавайцы, как правило, играют на нём сидя, ударяя пальцами или ладонями по верхней части ипу. Кроме того, ипу ударяют по мягкой ткани капа, которая лежит перед исполнителем.